# Andéramboukane
Andéramboukane est une ville et une commune malienne, chef-lieu de cercle dans la région de Ménaka,dans la nouvelle  région de Ménaka.

## Géographie
La localité de Andéramboukane est située à la frontière du Niger à 94 km, au sud-est du chef-lieu régional Ménaka. 
Andéramboukane est limitée au nord par la commune d’Inékar, au sud par la commune de Banibangou (Niger), à l’est par la commune d’Alata et à l’ouest par la commune de Ménaka.
La principale eau de surface est le lac permanent d’Andéramboukane. Il est situé à l’extrême sud de la vallée de l’Assakaraye qui l’alimente en eau toute l’année. Il constitue pour la commune un potentiel hydraulique. De la saison sèche à la saison pluvieuse, il couvre une superficie variable de 15 à 25 km² et contient de 30 à 90 millions de mètres cubes.

## Histoire
- La commune d’Andéramboukane est créée en 1999[3].

- Lors de l'insurrection de 2012, à l'issue de l'entrée  du MNLA  dans la ville  d'Andéramboukane le 26 janvier 2012, la ville passe sous le contrôle d'un groupe rebelle touareg, le Mouvement national pour la libération de l'Azawad (MNLA), puis rapidement sous celui des mouvements islamistes comme Ansar Dine. À la suite de l'engagement militaire de la France en janvier 2013 dans le cadre de l'opération Serval, l'armée française, appuyée par celle du Mali, reprend progressivement la boucle du Niger et notamment Gao le 26 et 27 janvier. De manière coordonnée, le même jour un contingent de soldats tchadiens et nigériens, venus du Niger, reprennent Ménaka et Andéramboukane aux islamistes[4].

- Le 1er janvier 2015, le maire d'Andéramboukane, Aroudeiny Ag Hamatou, est mortellement blessé dans une embuscade à une trentaine de kilomètres au nord de Ménaka[5],[6].

## Villages et fractions
La commune s'étend sur 18 localités relevées lors du recensement général de 2009. 
Les villages ou fractions les plus peuplés sont :
- Andéramboukane (4 837 habitants)
- Tabaho (3 874 habitants)
- Inchinanane (2 016 habitants)

## Administration

### Jumelages
- Laxou (France) depuis 1999
- Heubach (Allemagne) depuis 2000[8]